# Pacific Life Open 2002
Pacific Life Open 2002 — тенісний турнір, що проходив на відкритих кортах з твердим покриттям. Це був 29-й за ліком Мастерс Індіан-Веллс. Належав до серії Tennis Masters в рамках Туру ATP 2002, а також до серії Tier I в рамках Туру WTA 2002. І чоловічий і жіночий турніри відбулись у Indian Wells Tennis Garden в Індіан-Веллсі (США) з 6 до 17 березня 2002 року.

## Фінальна частина

### Одиночний розряд, чоловіки
Ллейтон Г'юїтт —  Тім Генмен 6–1, 6–2
- Для Г'юїтта це був 2-й титул в одиночному розряді за рік і 14-й - за кар'єру. Це був його 1-й титул Мастерс.

### Одиночний розряд, жінки
Даніела Гантухова —  Мартіна Хінгіс 6–3, 6–4
- Для Гантухової це був 1-й титул за кар'єру.

### Парний розряд, чоловіки
Марк Ноулз /  Деніел Нестор —  Роджер Федерер /  Макс Мирний 6–4, 6–4
- Для Ноулза це був 3-й титул за сезон і 20-й - за кар'єру. Для Нестора це був 3-й титул за сезон і 23-й - за кар'єру.

### Парний розряд, жінки
Ліза Реймонд /  Ренне Стаббс —  Олена Дементьєва /  Жанетта Гусарова 7–5, 6–0
- Для Реймонд це був 5-й титул за сезон і 35-й — за кар'єру. Для Стаббс це був 4-й титул за сезон і 37-й — за кар'єру.